# Banisteriopsis arborea
Banisteriopsis arborea är en tvåhjärtbladig växtart som beskrevs av B. Gates. Banisteriopsis arborea ingår i släktet Banisteriopsis och familjen Malpighiaceae. Inga underarter finns listade i Catalogue of Life.